# Touba (Kataba 1)
Pour les articles homonymes, voir Touba.
Touba est un village du Sénégal situé en Basse-Casamance. Il fait partie de la communauté rurale de Kataba 1, dans l'arrondissement de Kataba 1, le département de Bignona et la région de Ziguinchor.
Lors du dernier recensement (2002), la localité comptait 1 003 habitants et 140 ménages.